# فيفارو رومانو
فيفارو رومانو هي كومونا تقع في العاصمة روما في منطقة لاتسيو الإيطالية، تقع على بعد حوالي 50 كيلومترات (31 ميل) شمال شرق روما. تقع فيفارو رومانو على حدود البلديات التالية: كارسولي ، وأوريكولا ، وأورفينيو ، وبوزاجليا سابينا ، وتورانيا ، وفالينفريدا. تشمل المعالم كنيسة أبرشية San Biagio وملاذ Santa Maria Illuminata وبقايا قلعة.